# Teramulus kieneri
Teramulus kieneri é uma espécie de peixe da família Atherinidae.
É endémica de Madagáscar.
Os seus habitats naturais são: rios.